# Pioneertown (Californie)
Pour les articles homonymes, voir Amboy.
Pioneertown est une zone non incorporée située dans le comté de San Bernardino en Californie, aux États-Unis.
Elle est située dans le Bassin de Morongo (en) dans le haut désert de San Bernardino. La ville historique a été constituée en 1946 et fait partie du comté de San Bernardino depuis la fin des années 1960. La route sinueuse, au nord-ouest en direction de Pioneertown, depuis Yucca Valley, a été désignée comme l'une des plus belles routes de Californie, et la zone est maintenant entourée de terres protégées par des intérêts privés et fédéraux.

## Histoire
L'acteur Dick Curtis a commencé la ville en 1946 en cherchant à reproduire un décor de film inspiré des années 1880, et du Old West. La ville a été conçue pour fournir un lieu de divertissement aux sociétés de production tout en utilisant leurs entreprises et leurs maisons dans les films. Des centaines de westerns et de premières émissions de télévision ont été tournés à Pioneertown, notamment Cisco Kid ou encore Judge Roy Bean (en) d'Edgar Buchanan.
Dick Curtis, Roy Rogers et Russell Hayden étaient des développeurs et investisseurs originaux, et Gene Autry a filmé chaque épisode de son émission au bowling du Pioneer Bowl. La construction du Pioneer Bowl a été attribuée à Tommy Thompson en 1947 et Rogers a lui-même lancé le premier ballon en 1949. Des enfants d'âge scolaire ont été embauchés comme poseurs de quilles jusqu'à l'installation d'un équipement de pose de goupilles automatique dans les années 1950. Selon la Morongo Basin Historical Society, le bowling est l’un des plus anciens de Californie à avoir été utilisé de façon continue jusqu’à ce qu’il ferme définitivement ses portes en 2010.